# Grevé
El Grevé es un queso sueco de leche de vaca similar al queso Emmental. Es un queso semiduro con sabor a nuez, ligeramente dulce y contenido de grasa del 30-45%. Se produjo por primera vez en 1964 en Örnsköldsvik en la Provincia de Västernorrland, Suecia. El nombre Grevé no significa nada; el queso se creó con el nombre de trabajo Alpost y cuando se concluyó su desarrollo se buscó darle una denominación que sonara similar a los nombres de queso suizo, por ejemplo el Gruyer.